# 兵庫県道327号切畑道場線
兵庫県道327号切畑道場線（ひょうごけんどう327ごう きりはたどうじょうせん）は、兵庫県宝塚市から神戸市北区に至る一般県道である。

## 概要
宝塚市切畑から神戸市北区道場町塩田に至る。途中、武田尾駅付近と川下川との合流点の間に不通区間がある。

### 路線データ
- 起点：宝塚市切畑（兵庫県道33号塩瀬宝塚線交点）
- 終点：神戸市北区道場町塩田（道場東交差点、国道176号交点）
- 総延長：3.885 km

## 路線状況

### 道路施設

#### 橋梁
- 梓橋（沖代川、神戸市北区）
- 道場橋（有馬川、神戸市北区）

## 地理

### 通過する自治体
- 宝塚市
- 西宮市
- 宝塚市
- 神戸市（北区）

### 交差する道路
| 交差する道路                                                      | 市町村名 | 市町村名 | 交差する場所 | 交差する場所        |
| ----------------------------------------------------------------- | -------- | -------- | ------------ | ------------------- |
| 兵庫県道33号塩瀬宝塚線                                            | 宝塚市   | 宝塚市   | 切畑         | 起点                |
| 国道176号 兵庫県道15号神戸三田線 重複 兵庫県道38号三木三田線 重複 | 神戸市   | 北区     | 道場町塩田   | 道場東交差点 / 終点 |

### 交差する鉄道
- 福知山線

### 沿線
- E1A 新名神高速道路
  - 宝塚北SA
  - 14-1 宝塚北SIC
- 武庫川
- JR西日本福知山線
  - 武田尾駅 - 道場駅
- 武田尾温泉
- 川下川ダム
- 塩田八幡宮
- 神戸市立道場小学校
- 有馬警察署 道場交番
- 道場郵便局
- 神戸電鉄三田線 神鉄道場駅